# Optare Alero
Optare Alero — низкопольный автобус малого класса, выпускавшийся с 2001 по 2008 год компанией Optare. Являлся «альтернативой» Mercedes-Benz Sprinter.
К 2006 году было выпущено около 300 автобусов. Значительная часть транспортных средств поступала в сельские местности.

## Технические характеристики
Optare Alero оснащён 2,8-литровым турбодизельным двигателем Multijet, который сочетался в паре с шестиступенчатой механической или же трёхступенчатой автоматической трансмиссией. Вместимость автобуса 12—16 пассажиров в зависимости от наличия мест для инвалидов. Дополнительной опцией является дисплей места назначения.

## Alero Plus
Alero+ является модернизацией Optare Alero, запущенной в производство в 2006 году. Объём двигателя был увеличен с 2,8 до 3,0 литров. К окончанию производства в 2008 году было выпущено около 300 экземпляров.

## Галерея
- Optare Alero в Рексеме
- Optare Alero в Райде